# Linea Ibara della Ferrovia di Ibara
La linea Ibara della ferrovia di Ibara (井原鉄道井原線?, Ibara tetsudō Ibara-sen) è una linea ferroviaria regionale privata che collega la città di Sōja, nella prefettura di Okayama alla stazione di Kannabe, nella città di Fukuyama della prefettura di Hiroshima. La linea è a scartamento ridotto di 1067 mm, parzialmente elettrificata, e a binario prevalentemente singolo. È posseduta dalla West Japan Railway Company (JR West), e gestita dalla sussidiaria Ferrovia di Ibara.

## Dati
- Estensione linea： 41,7 km (Sōja - Kannabe)
  - Kiyone - Kannabe: 38,3 km
  - Sōja - Kiyone: 3.4 km（in comune con la linea Hakubi della JR West)
- Scartamento: 1.067 mm
- Numero di stazioni e fermate, capolinea inclusi: 15
- Doppio binario: Sōja - Kiyone (3,4 km)
- Sezione elettrificata: Sōja - Kiyone (3,4 km)
  - Tutti i treni della ferrovia di Ibara sono a trazione termica
- Segnalamento: Sōja - Kiyone: blocco automatico; Kiyone - Kannabe: blocco automatico speciale
- Velocità massima: 95 km/h

## Servizi
La linea è interessata da traffico con 1 o 2 treni all'ora. Alcuni treni proseguono sulla linea Fukuen fino alla stazione di Fukuyama.

## Stazioni
| Stazione               | Stazione         | Distanza | Connections                       | Posizione | Posizione   |
| ---------------------- | ---------------- | -------- | --------------------------------- | --------- | ----------- |
| Sōja                   | 総社駅           | 0.0      | JR West: Linea Hakubi, Linea Kibi | Okayama   | Sōja        |
| Kiyone                 | 清音駅           | 3.4      | JR West: Linea Hakubi             | Okayama   | Sōja        |
| Kawabejuku             | 川辺宿駅         | 6.0      |                                   | Okayama   | Kurashiki   |
| Kibinomakibi           | 吉備真備駅       | 8.2      |                                   | Okayama   | Kurashiki   |
| Bitchū-Kurese          | 備中呉妹駅       | 11.1     |                                   | Okayama   | Kurashiki   |
| Mitani                 | 三谷             | 15.1     |                                   | Okayama   | Yakage, Oda |
| Yakage                 | 矢掛駅           | 18.2     |                                   | Okayama   | Yakage, Oda |
| Oda                    | 小田             | 23.4     |                                   | Okayama   | Yakage, Oda |
| Sōunnosato-Ebara       | 早雲の里荏原駅   | 26.8     |                                   | Okayama   | Ibara       |
| Ibara                  | 井原             | 30.5     |                                   | Okayama   | Ibara       |
| Izue                   | いずえ駅         | 32.3     |                                   | Okayama   | Ibara       |
| Komoriutanosato-Takaya | 子守唄の里高屋駅 | 34.1     |                                   | Okayama   | Ibara       |
| Goryō                  | 御領             | 37.6     |                                   | Hiroshima | Fukuyama    |
| Yuno                   | 湯野             | 39.5     |                                   | Hiroshima | Fukuyama    |
| Kannabe                | 神辺             | 41.7     | JR West: Linea Fukuen             | Hiroshima | Fukuyama    |

## Materiale rotabile
- Automotrice diesel IRT355